# Alexandru Curtean
Alexandru Paul Curtean (Sibiu, 27 marzo 1987) è un ex calciatore rumeno, di ruolo centrocampista.

## Carriera

### Club
Ha giocato nella prima divisione rumena ed in quella kazaka.

### Nazionale
Ha giocato nella nazionale rumena Under-21.

## Palmarès

### Club

#### Competizioni nazionali
- Supercoppa di Romania: 1

Dinamo Bucarest: 2012